# 山南修
山南 修（やまなみ おさむ）は、アニメ「宇宙戦艦ヤマトシリーズ」の登場人物。声優は小林修（『ヤマトよ永遠に』、PSゲームシリーズ）、江原正士（リメイクアニメシリーズ）。
なお、名を含めたフルネームは『宇宙戦艦ヤマト2199』で設定されたものであり、それ以前の作品では姓しか設定されていない。

## ヤマトよ永遠に
オリジナルのシリーズで登場したのは本作だけだが、設定上では沖田十三や土方竜の後輩に当たる。ヤマト艦長へ就任するまではイカルス天文台へ併設された宇宙戦士訓練学校の校長として、ヤマト新乗組員の養成に当たっていた。
プロデューサーの西崎義展のイメージをもとに、総作画監督の宇田川一彦が俳優のリチャード・バートンを元にデザインした。ただし、本編での肌の色は色黒にされている。

### 劇中での登場
暗黒星団帝国の地球侵攻を機にヤマト艦長へ就任し、ヤマトを暗黒星団帝国の母星（デザリアム星）へ発進させる。
古代進をはじめヤマトの旧乗組員へ「ヤマトの旧乗組員を特別扱いしない」と宣言し、特に戦闘では冷徹に指揮を執っている。デザリアム星での最終決戦で大型ミサイルの被弾によって致命傷を負い死亡するが、その際にも「部品の1つが壊れただけだ」と言い切って古代たちを叱咤してから息絶えたほどである。
劇中では、沖田や土方のようなカリスマ的な指揮でなく、クルーの能力を拾い上げて活かしていくタイプの指揮官として描かれている。

## リメイクアニメ
『宇宙戦艦ヤマト』（以下、「旧作」）のリメイク作品『宇宙戦艦ヤマト2199』（以下、『2199』）を初作とする本シリーズでは、沖田の信頼する部下として登場する。階級は一等宙佐。リデザイン担当は結城信輝。 
容姿については、顔は色白で頬髯や顎鬚を生やしたもの、体格はやや細身と、それぞれ旧作とはまったく異なるものに変更されている。性格については、『2199』では楽観主義者と設定されていたが、『2202』では楽観主義者を装っているだけで、本当は現実をドライに捉えているという設定に変更されている。

### 劇中での登場（リメイクアニメ）
宇宙戦艦ヤマト2199 / 宇宙戦艦ヤマト2199 星巡る方舟
第1話・第3話・第11話に登場。沖田が座乗する戦艦キリシマの艦長として登場する。年齢は48歳。制服の襟の裏地は緑色。
第3話でのヤマト発進の際には、土方と共にキリシマから敬礼をもって見送る。なお、むらかわみちおの漫画版では、この直前にヤマトを目掛けて発射された惑星間弾道弾の軌道を変更しようと試みて攻撃を加えたが、着弾（予想）時刻を数分遅らせる以上の成果は上げられなかった。第11話の回想シーンでは、劇中から8年前のガミラスとのファーストコンタクト時もキリシマの艦長を務めていたことが判明する（ただし、映像は第1話の流用）。
『星巡る方舟』ではプロローグにのみ登場。『2199』第3話冒頭直後に、月面駐屯地で救助を待っていた空間騎兵隊の生存者たちを回収する。
宇宙戦艦ヤマト2202 愛の戦士たち
第1話の「8番浮遊大陸奪還作戦」のエピソードで初登場。『ヤマト2』における土方の役回りを兼ねており、アンドロメダ艦長として登場する。制服の襟の裏地は青色。
第1話ではガトランティス艦隊を拡散波動砲によって8番浮遊大陸ごと壊滅させる。第5話では、アンドロメダでヤマトの航海阻止に動くが、最終的には司令部の命令でヤマト追撃を中止し、収容していた元ヤマト航空隊の教え子たちをヤマトに向かわせる。この時、副官からこうなること（ヤマトの航海が追認され、航空隊員がヤマトに転属すること）を予期していたのではと言われている。
第17話では本格侵攻を開始したガトランティス軍に対して波動砲艦隊を率いて出撃し、土星圏で迎撃を開始する。波動砲と時間断層による物量をもって戦局を進めるが、第18話でワープしてきた白色彗星には波動砲の総攻撃がまったく通じず艦隊は壊滅し、親友の安田俊太郎をはじめ多くの者たちを失って地球・ガミラス連合艦隊に後を任せ、地球へ帰還する。第21話ではアンドロメダ改に搭乗し、アンドロメダブラックで編成された艦隊を率いて都市帝国上方から攻撃するもやはり通じず、自艦以外は全滅してしまう。しかし、都市帝国からの脱出を試みるヤマトを発見すると、単艦での奮戦を経て波動実験艦「銀河」と協力して重力源を破壊し、ヤマトを救出する。その直後に自艦は轟沈してしまうが、山南は加藤のブラックバードに救出されており、重傷を負いながらも生還する。
初期段階ではアンドロメダ艦長は新キャラクターの予定だったが、脚本担当の1人である岡秀樹が、山南を将来のヤマト艦長という立場への種まきとして使用することを提案し、山南がアンドロメダ艦長となった。
宇宙戦艦ヤマト2205 新たなる旅立ち
第65護衛隊隊司令として旗艦の宇宙戦艦ヤマトに乗艦し、戦闘空母ヒュウガと補給母艦アスカを率いて、新兵の訓練を兼ねて平和使節団をガミラス星とイスカンダル星へ送り届ける任務に就く。ガミラス星の崩壊を受けた反乱で、地球全権大使の芹沢虎鉄と駐地球大使のローレン・バレルともども排斥されガミラスの転移門の守備隊に引き渡される。2022年10月22日に広島県福山市で開催されたフクヤマニメの宇宙戦艦ヤマト2205前章&後章特別上映会+スペシャルトークショーで、ガトランティス戦役後に宙将への昇任の打診があったものの、本人は ガトランティス戦役の責任を取る形で地球防衛艦隊総司令を辞任、宙将への昇任も辞退し、若い者たちを育てることがガトランティス戦役で多くの者たちを死なせてしまった自分の責任の取り方と考え、育成部隊への転任を希望したという裏設定が公開された。

## PSゲームシリーズ
『宇宙戦艦ヤマト 新たなる旅立ち』『ヤマトよ永遠に』に相当する、PS2用の「暗黒星団三部作」に登場する。容貌は原作アニメとほぼ同じだが、左頬の上部に傷跡が追加されている。リデザイン担当は増永計介。
『宇宙戦艦ヤマト イスカンダルへの追憶』ではガニメデ基地司令として太陽系内における白色彗星帝国残党との戦闘に参加し、『宇宙戦艦ヤマト 暗黒星団帝国の逆襲』『宇宙戦艦ヤマト 二重銀河の崩壊』では戦略指揮戦艦アンドロメダ改級「しゅんらん（春藍）」艦長兼第七艦隊司令としてヤマトの旅に同行している。